# Huracán Bill (2009)
El huracán Bill es el primer huracán de la temporada de ciclones tropicales del Atlántico de 2009, se formó generalmente en el medio del océano Atlántico, y sigue intensificando su fuerza por estar muy lejos de la costa norteamericana, ya que el mismo viaja a la paralela de la costa este de Estados Unidos.
Muchos meteorólogos no descartan que pueda ser la mano derecha del Huracán Katrina, que, con categoría 5, devastó el centro-este de Estados Unidos, en ruta del Misisipi, que por circulación, Bill alcanzó la categoría 3 en muy corto plazo, pero este se supone que no pisará tierra firme por tener un trayecto por el agua, pero no es excepción esto, sino, que en su inércico trayecto, se ubica las Islas Bermudas, que con su gran avance de fuerza/intensidad, no se descarta que llegue con categoría 5 al mismo sitio, y que continúe; aunque este fenómeno del "Gran Huracán Categoría 5" no se cumpió, al igual que el pase sobre el archipiélago Bermuda.

## Nacimiento
El 12 de agosto, el NHC reporta un sistema de baja presión, en el centro del Atlántico, más bien al frente distante del lado norte de la costa africana.
Desde ese entonces, se le denomina depresión tropical o tormenta tropical, apodándolo con el nombre de dos huracanes anteriores, Bill.

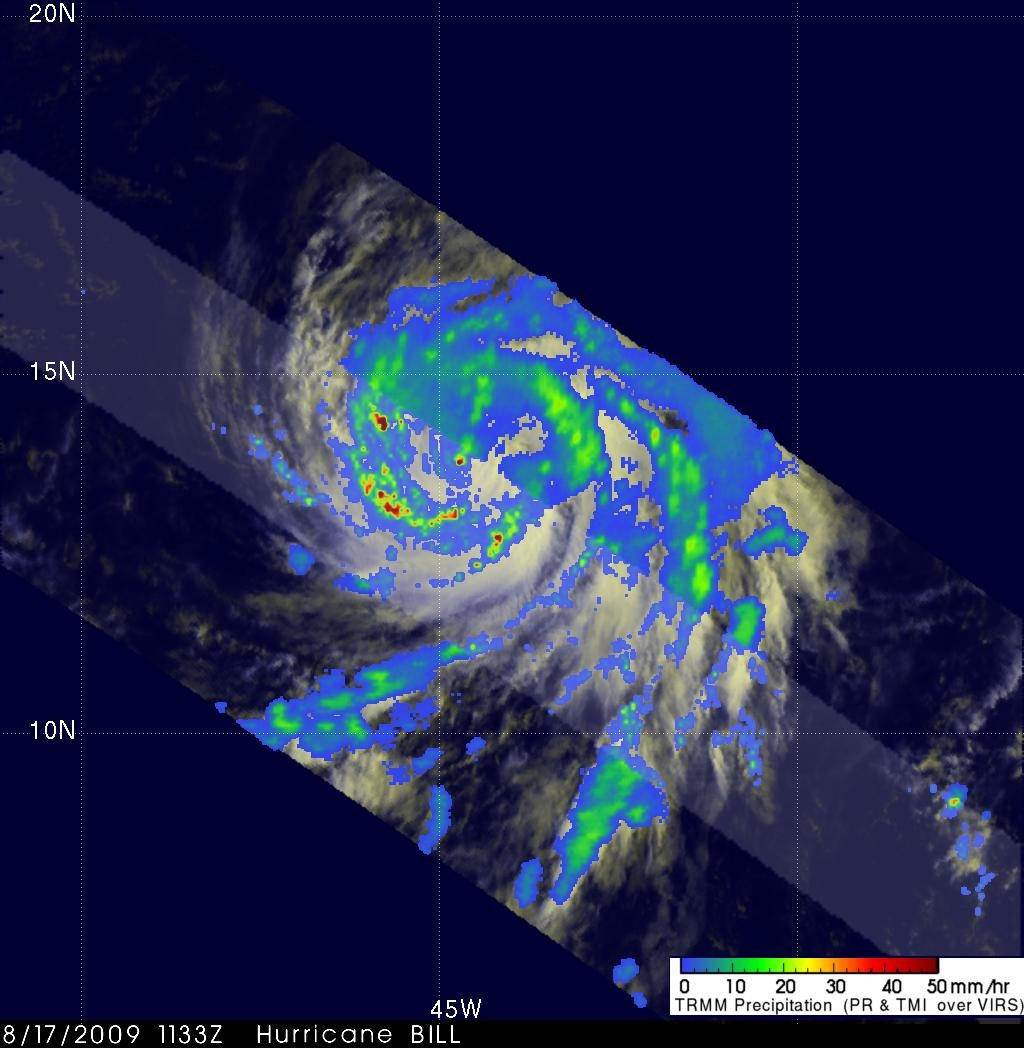
El ciclón Biil, el 17 de agosto de 2009.

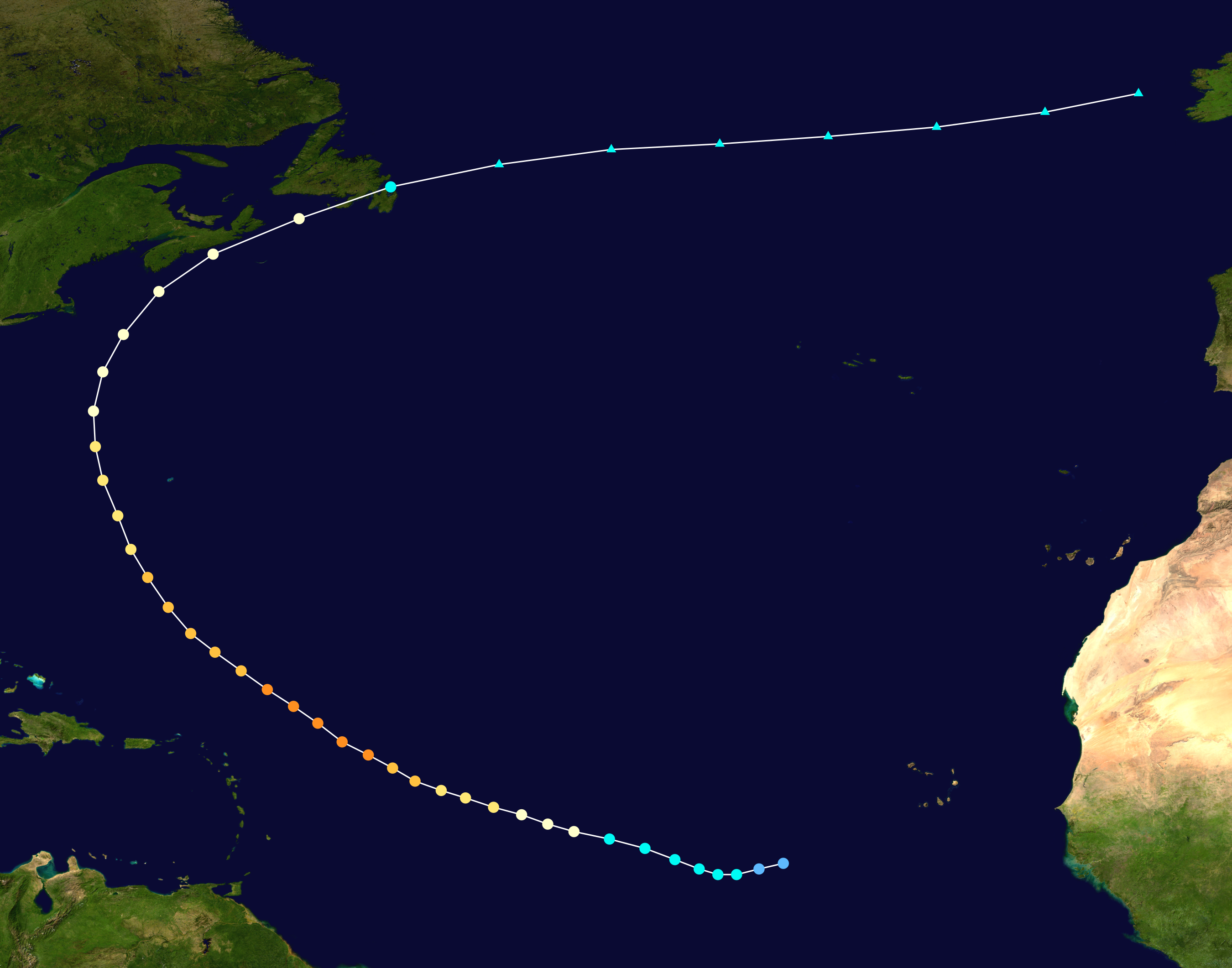
Mapa de la trayectoria del Huracán Bill. Los puntos muestran la ubicación del Huracán Bill en intervalos de 6 horas.

A partir del 15 de agosto, se nota un proceso de evolución rápida de la depresión tropical, lo que, muchos dicen, que esta tormenta, ha abierto el ciclo de huracanes de 2009, puesto que, la fuerza de sus vientos, indicaba la categoría 1, de la escala de calificación de los huracanes.
El 17 de agosto, el Centro Nacional de Huracanes decreta a Bill primer huracán de la temporada y decreta estado de alerta en las Antillas por haber llegado a tener vientos de 120 km/h; y considerando que está muy lejos de tierra (a 1.800 km al este de las Antillas), esto le permitiría un desarrollo rápido, haciéndolo más peligroso.
En su génesis, era inevitable que se poderezca, ya que, estaba en medio del océano Atlántico, a paso muy lento, y esto le permitía un desarrollo intenso, en masa y ferza muy descomunal, lo que, desde que se declaró huracán, el 17 de agosto, a los dos días, ya era de categoría 4, con vientos de 210 km/h.

## Desarrollo
La tormenta tropical "Bill", se formó entre el 11 y 12 de agosto, y su desarrollo ha sido inminente en esa estancia, puesto que era consecuente que pueda tomar categoría huracaneana, según el NHC (Centro Nacional de Huracanes).
El 15 de agosto, este centro registra una alta intensidad y fuerza de la depresión, a la que se ha añadido o cambiado su denominación por Tormenta Tropical Severa; pero esto no adbica aquí.

El 16 de agosto, esta tormenta, alcanzó vientos de 80 km/h,
lo que se asemejaría a un huracán categoría 1.
Dado este reporte, y la intensificación de la gran tormenta a 1700 km al este de las Antillas, y con vientos máximos de 100 km/h, Bill se declara primer huracán de la temporada de ciclones de 2009, en el océano Atlántico, el 17 de agosto Horas más tarde, Bill aumenta sus vientos a 120 km/h.

## Ciclo vital
El huracán nació como una simple depresión tropical, el 11 de agosto, en frente de la costa del norte africano, donde, fue evolucionando hasta convertirse en borrasca, el 16 de agosto, y luego en tempestad, el 17 de agosto.

Aunque parezca de fábula, el primer huracán de la temporada 2009, pasó de categoría 1 a ser categoría 2 en tan pocas horas, el 18 de agosto. Aún después de este cambio de nivel, el mismo 18 de agosto, sube a categoría 3.

El 19 de agosto, el reporte del Centro Nacional de Huracanes, da alerta a la población de las Antillas y el este de Estados Unidos, ya que el huracán se convirtió en un gran ciclón al subir a categoría 4. Este día, el Centro de Huracanes, comenta sobre esta grave noticia:

"Se pronostica un fortalecimiento adicional durante los próximos dos días"
Centro Nacional de Huracanes - Boletín de las 21 horas GTM - 19 de agosto de 2009

El 20 de agosto, la tempestad da una atenuada calma, bajó a categoría 3, con vientos de 200 km/h, y provocando una leve desviación de Oeste a Noroeste, con lo que se podría concluir que su ojo, no atravesaría del todo a las Bermudas, que, en estas islas, este día, dio el alerta de "Huracán vigilado" (en: Hurricane watch), porque se observó un brazo del tifón a pocas millas del archipiélago, y esto demostró mucha preocupación, y alerta, en la zona, que previente que el huacán pueda pisar o azotar esa zona en un lapso de 36 horas.

El 21 de agosto, por haber encontradose con corrientes de agua frías, la tempestad pierde fuera y debibita a categoría 2, muy cerca de las Bermudas.
Hizo lo mismo el 22 de agosto, cuando el NHC boletinó su informe sobre el huracán, donde destacó que el ciclón bajó a categoría 1.
| Fecha        | Tipo               | Velocidad de viento | Categoría | Ubicación                                                                   |
| ------------ | ------------------ | ------------------- | --------- | --------------------------------------------------------------------------- |
| 11 de agosto | Tormenta           | 30 km/h             |           | Centro del océano Atlántico                                                 |
| 14 de agosto | Depresión tropical | 70 km/h             |           | Este de Antillas                                                            |
| 16 de agosto | Depresión tropical | 85 km/h             |           | Este de Antillas                                                            |
| 17 de agosto | Huracán            | 100 km/h            | 1 (EHSS)  | Este-Norte de Antillas                                                      |
| 18 de agosto | Huracán            | 150 km/h            | 2         | Este- Norte de Antillas                                                     |
| 18 de agosto | Huracán            | 180 km/h            | 3         | Este-Norte de Antillas                                                      |
| 19 de agosto | Huracán            | 220 km/h            | 4         | Norte de Antillas                                                           |
| 20 de agosto | Huracán            | 201 km/h            | 3         | Norte de Antillas                                                           |
| 21 de agosto | Huracán            | 160 km/h            | 2         | Norte de Antillas. Dirección sobrepaso de Bermudas y Norteamérica a Canadá. |

## Zonas de alerta

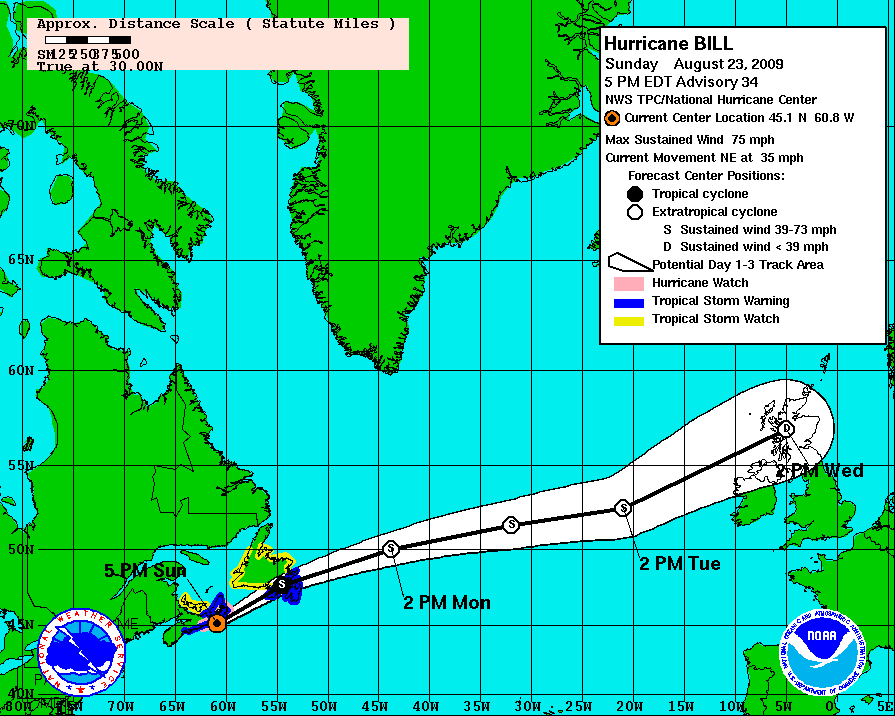
Trayectoria inercia teórica del huracán Bill (Actualizado:23 de agosto).

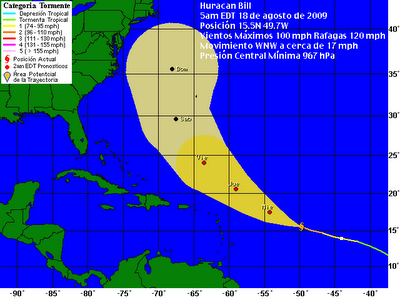

Bill tiene paso sobre el este de las Antillas; en su medio camino, tiene a las Islas Bermudas. Estas dos zonas, son consideradas zona de alerta, ya que el huracán, al encontrarse cerca de las Antillas Menores, sus olas pueden estragar la zona. Pero lo más fatídico, es el caso del Archipiélago Bermuda, que, teóricamente, el  ojo de la tormenta, pueda pasar por allí, ya que este grupo de islas se encuentra en el trayecto inércico del huracán.

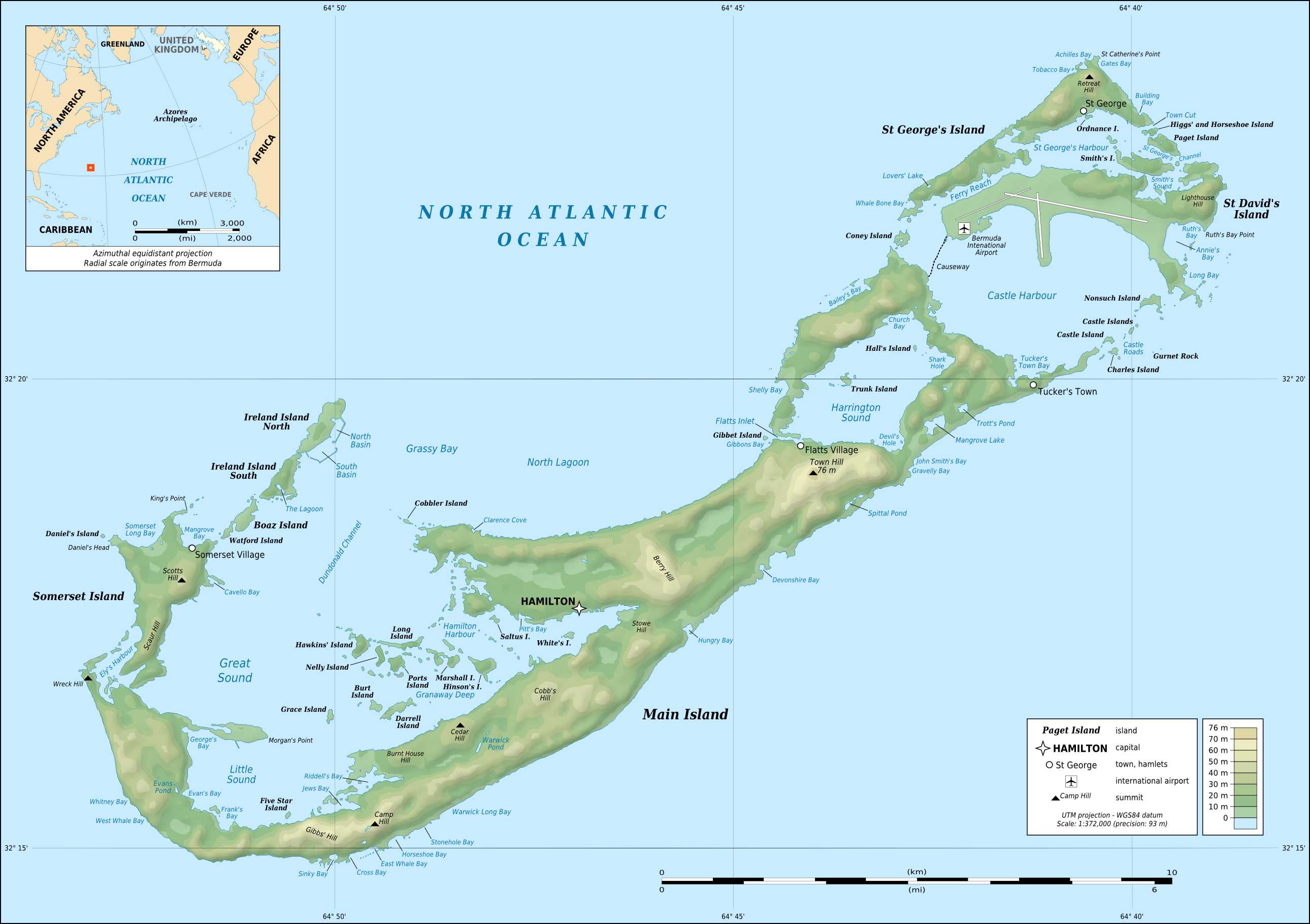
Islas Bermudas, en el océano Atlántico.

El NHC pidió que éstos lugares monitoreen permanentemente al ciclón, por saber de qué forma interactúa en el océano, y qué cambios se pueden observar en su masa, fuerza e intensidad.
A partir del 20 de agosto, el ciclón muestra un pequeño, pero significante desvío hacia el tramo que separa las Bermudas con Estados Unidos, es decir, que pone en alerta celeste a las islas por el tema de que no serán impactadas directamente. El trecho que separa la continentalidad americana con las Bermudas, es suficientemente grande como para que el huracán pase sin problemas de afectar las zonas. Lo único defectuoso es el oleaje, que impactará a las costas de Estados Unidos y las islas.
El alerta amarillo no adbica en Terranova, ya que el huracán tiene previsto su viaje inércico hacia estos lugares.

### Impacto a las Bermudas
Con su descenso de fuerza e intensidad, por haber entrado en un sistema de corrientes marítimas frescas, y con categoría 1, Bill azotó con su lado derecho, a las islas Bermudas el 22 de agosto.
El fenómeno sólo batí a las islas con grandes olas que pudieron perpetrar las costas internas del archipiélago, es decir, las aguas pisaron tierra, y trajeron distintos desechos coralinos y basura hacia las carreteras y playas de las costas. También, por consecuencia lógica, se registraron fuertes vientos y precipitaciones en todo el lugar, pero lo que más puso en tranquilidad a la población fue que elhuracán no pasó totalmente sobre las islas, con una categoría más alta, pues hubiera sido una tragedia.